# 红七军伤病员治疗处旧址
红七军伤病员治疗处旧址，位于中国广东省清远市连州市连州镇双喜山（原惠爱医院），为连州市的一个市级文物保护单位，类型为近现代重要史迹及代表性建筑，公布时间为1996年8月。
红七军伤病员治疗处旧址的历史年代为1931年。